# پومکوو (استان اشوی‌داشکسیه)
پومکوو (به لهستانی: Pomyków) یک منطقهٔ مسکونی در لهستان است که در گمینا کونگسکیه واقع شده‌است. پومکوو ۳۵۰ نفر جمعیت دارد.